# Straßburger Platz (Dresden)
Der Straßburger Platz in Dresden ist ein wichtiger Verkehrsknotenpunkt auf der südlichen Elbseite der Stadt. Er befindet sich unweit des Großen Gartens und liegt im Stadtbezirk Altstadt auf der Grenze zwischen den Stadtteilen Pirnaische Vorstadt, Johannstadt-Süd und Seevorstadt-Ost/Großer Garten.

## Namen
Der Platz erhielt 1898 den Namen Stübelplatz zu Ehren des im Amt verstorbenen Oberbürgermeisters (1877–1895) Paul Alfred Stübel. Im Gedenken an den antifaschistischen Journalisten Julius Fučík wurde er 1951 in Fučíkplatz umbenannt. Seit 1991 trägt der Platz den Namen der französischen Partnerstadt Dresdens – Straßburger Platz.

## Anlage und Bebauung
Der Platz entstand im Jahr 1880 durch den Durchbruch der einmündenden Grunaer Straße und der Verbreiterung der Neuen Pirnaischen Landstraße zur Stübelallee zwischen den Jahren 1897 und 1905.
Der Platz war vor allem durch Ausstellungsbauten geprägt, so den 1896 eröffneten Ausstellungspalast an der Südostecke des Platzes und das von Hans Erlwein 1914 bis 1916 geschaffene Städtische Kunstausstellungsgebäude. Weiterhin standen in unmittelbarer Nähe des Platzes auf dem Ausstellungsgelände das Städtische Planetarium von Paul Wolf aus dem Jahr 1926 und das Kugelhaus. Das 1928 geschaffene Kugelhaus wurde 1938 abgerissen.
An der Nordostecke des Platzes wurde 1901 der „Stübelbrunnen“ errichtet. Alfred Hauschild schuf die Architektur und Hans Hartmann-McLean die plastische Gestaltung des Brunnens. Der Brunnen stand auf einem dreieckigen Fundament und war mit reichem figürlichem Schmuck sowie mit einem Porträtmedaillon Stübels verziert.
An der Nordwestecke entstanden ab 1880 Schul- und Internatsbauten des Ehrlichschen Gestifts.

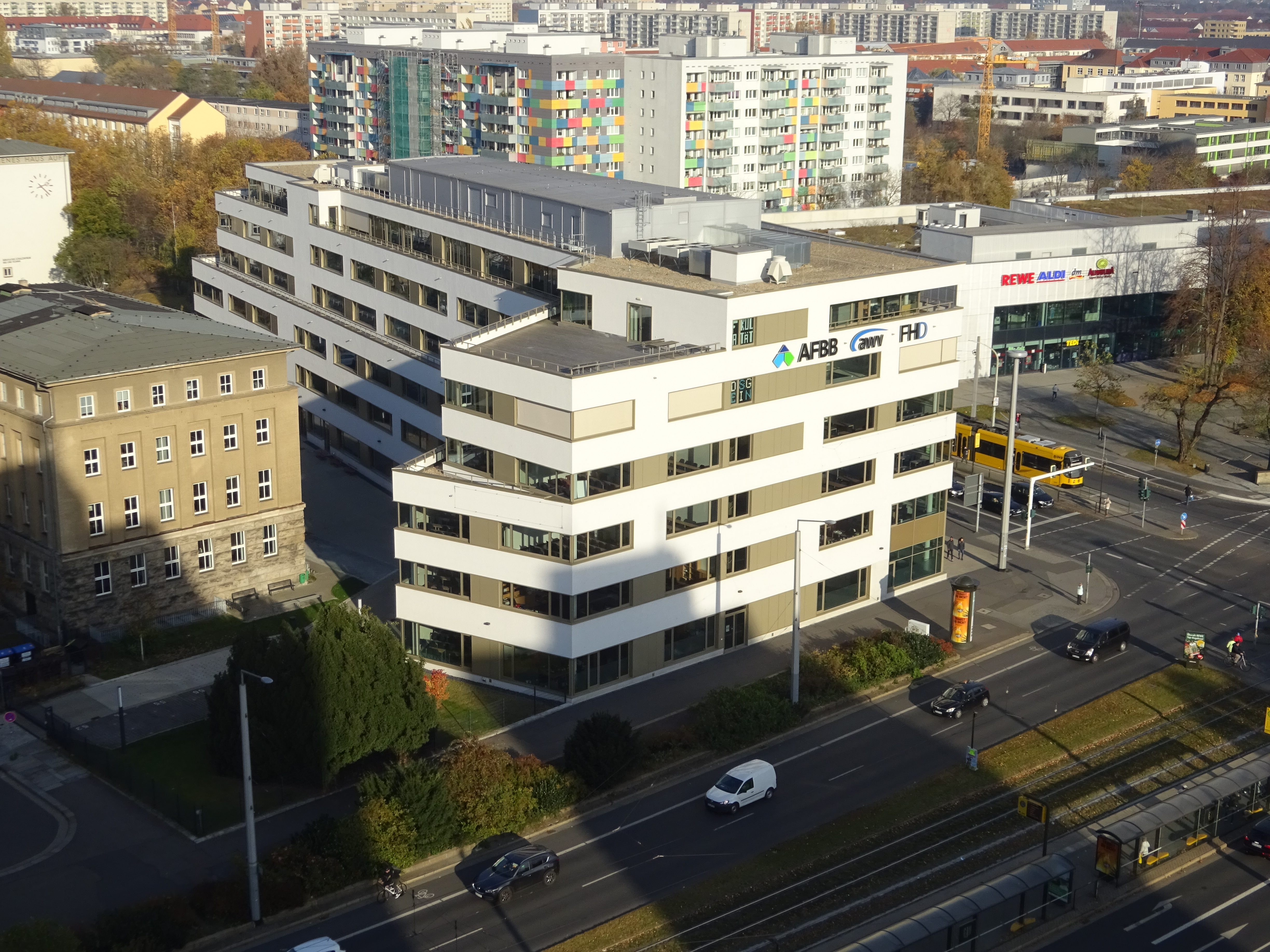
Blick von der Grunaer Straße auf den nördlichen Straßburger Platz mit dem Lehrgebäude Blochmannstraße 2 (links), dem davor befindlichen Eiben-Naturdenkmal (links unten), dem Lehrgebäude Güntzstraße 1 (Mitte), der StraßBURG (mittig, teilweise verdeckt) und dem Einkaufszentrum SP1 (rechts)

Bei den Luftangriffen auf Dresden im Februar 1945 wurde die Bebauung des Platzes zerstört. Die Ruine der Schulkirche des Ehrlichschen Gestifts wurde 1950 gesprengt, obwohl ein Wiederaufbau und eine Nutzung als Konzertsaal für die Hochschule für Musik möglich gewesen wäre. Nach seiner teilweisen Zerstörung wurde das Lehrgebäude Blochmannstraße 2 unter Einbeziehung vorhandener Bausubstanz 1950/1951 durch Emil Leibold erneut errichtet. Neben diesem Lehrgebäude der Hochschule für Musik wurde 1952/1953 durch Gottfried Kintzer eine Berufsschule für Bauwesen an der Güntzstraße errichtet, die 1972/1973 erweitert wurde. Vor der Schule steht eine überlebensgroße, von Wilhelm Landgraf 1961 geschaffene Bronzeplastik, die Bauarbeiter und Lehrling darstellt. Südlich davon zwischen Seidnitzer Straße, Blochmannstraße, Güntzstraße und Grunaer Straße entstand in den 2010er Jahren ein gemeinsamer Schulcampus für drei Bildungseinrichtungen. Der Bau mit Seminarräumen, Horsälen und Mensa war 2017 fertiggestellt. Es lernen dort 1500 Azubis und Studenten der Fachhochschule Dresden, der Akademie für Wirtschaft und Verwaltung sowie der Akademie für Berufliche Bildung. Eine vom Architekten Hans Konrad entworfene schmiedeeiserne Sonnenuhrstand ab der zweiten Hälfte der 1950er Jahre auf dem Campusgelände, anfangs vor dem Lehrgebäude Blochmannstraße 2, ab Mitte der 1970er auf der Grünfläche an der Einmündung zum Straßburger Platz. Im Zuge der abschließenden Bebauung wurde sie 2016 im Lapidarium Zionskirche eingelagert.
1961 wurde an der Südostecke des Straßburger Platzes der Pavillonbau der Gaststätte „pick-nick“ als ein gewisser städtebaulicher Abschluss gen Süden eröffnet, die leider als Dreckscher Löffel traurige Berühmtheit erlangte, seit den 1990er Jahren aber leer steht und seitdem Objekt des Vandalismus ist: Ende 2020 wurden dessen Abriss und eine Neubebauung beschlossen, mit denen ab Ende 2021 begonnen werden sollte.

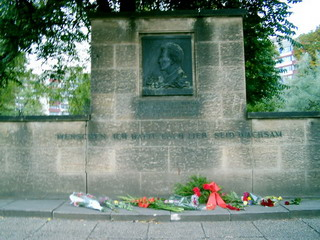
Gedenkstätte für Julius Fučík

Die Reste des zerstörten Stübelbrunnens wurden im Jahr 1960 abgetragen. An seiner Stelle steht bis heute das Julius-Fučík-Denkmal. Es wurde am 20. Todestag Fučíks, dem 8. September 1963, aufgestellt.
Von 1968 bis 1970 wurden an der Südseite des Platzes im Zuge der Bebauung der Grunaer Straße 15-geschossige Wohnhochhäuser in Großplattenbauweise errichtet, deren Sanierung Mitte der 1990er Jahre erfolgte. In den Jahren 1977 und 1978 entstanden unter der städtebaulichen Leitung der Architekten Heinz Michalk und Jörg Bösche an der Nord- und Ostseite des Fučíkplatzes zehngeschossige Plattenbauten vom Typ IW 67 mit 535 Wohnungen.

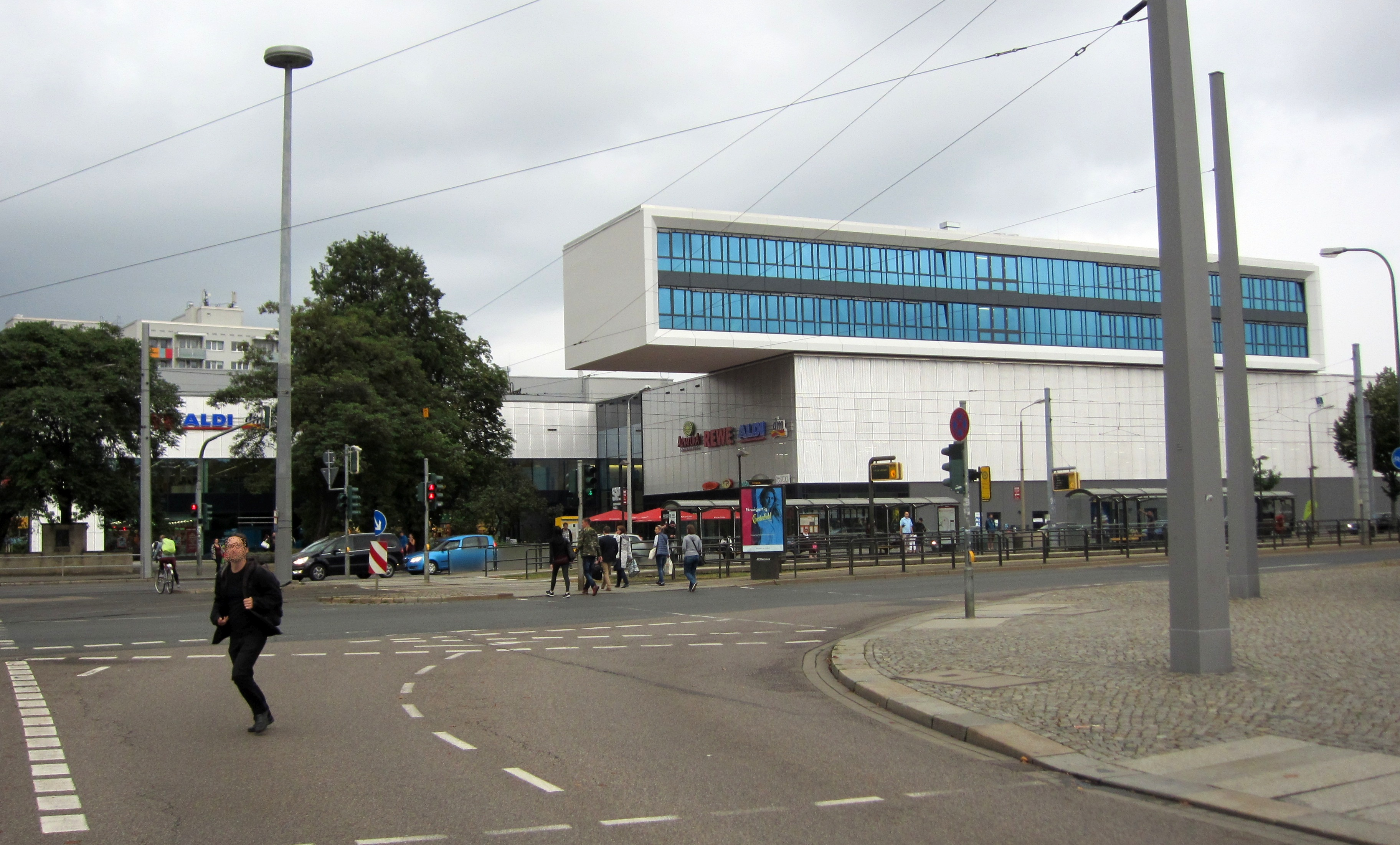
Einkaufszentrum SP1 am Straßburger Platz

Nach der Wiedervereinigung Deutschlands ergaben sich starke Verschiebungen im Wohnungsmarkt. Der Nordteil der Zehngeschosser wurde 2002 bis 2005 als StraßBURG mit „südlich-heiterer Farbigkeit“ saniert. Um dem Wohnungsüberhang zu begegnen, wurde der zum Platz liegende Südteil der Wohnscheibe 2004 abgerissen. Im Vorgriff auf eine Neugestaltung des Platzes entstand auf dem freien Gelände eine Grünfläche, die unter anderem von 2004 bis 2014 durch die Dinner-Varieté-Show Trocadero Sarrasanis genutzt wurde. Danach entstand dort ein Nahversorgungszentrum, dessen Eröffnung am 12. Mai 2016 erfolgte. Bei dem „SP1“ in Anlehnung an die Adresse Straßburger Platz 1 genannten Komplex handelt es sich um ein Einkaufszentrum mit Parkhaus sowie zwei Büroetagen an der Südseite.
Am Standort des Ausstellungspalasts wurde 1969 das Ausstellungszentrum Fučíkplatz eröffnet; die zugehörige Freifläche diente von 1953 bis 1991 unter anderem als Veranstaltungsort für die großen regelmäßigen Volksfeste der Stadt. Das Ausstellungszentrum wurde für die Gläserne Manufaktur abgetragen, deren Grundsteinlegung im Jahr 1999 erfolgte.
Unweit der Einmündung der Grunaer Straße steht die 1952 von Kurt Loose geschaffene überlebensgroße Gruppenplastik Junge Pioniere.

## Verkehr

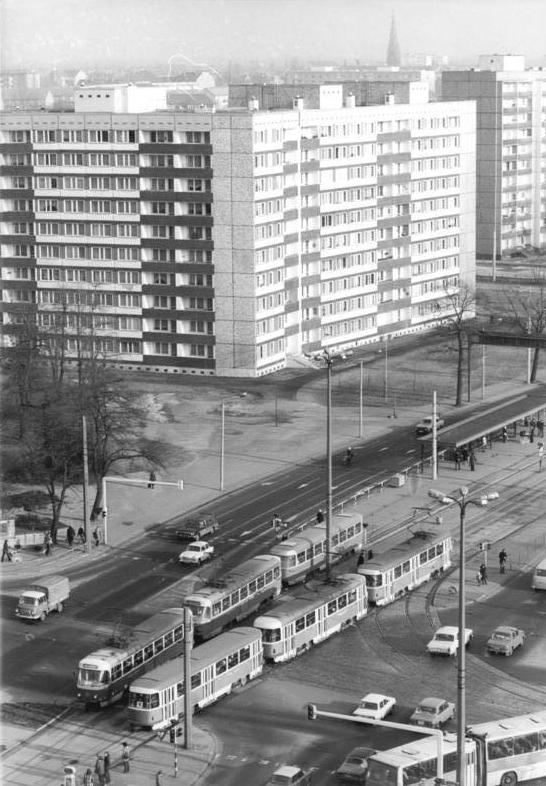
Verkehr am Fučíkplatz (5. März 1982, Blickrichtung nach Osten. Auf dem Standort des mittlerweile abgerissenen Wohnblocks steht heute das „SP1“.)

Am Straßburger Platz verkehren die Straßenbahnlinien 1, 2, 4, 8, 10, 12 und 13.
Darüber hinaus gab es bis zum Bau der Gläsernen Manufaktur den Bahnhof „Straßburger Platz“ der Dresdner Parkeisenbahn.
Der sogenannte 26er Ring führt in Nord-Süd-Richtung über den Platz. Nach Norden führt die Güntzstraße zum Güntzplatz und von da weiter über die Sachsenallee und den Sachsenplatz über die Albertbrücke auf die nördliche Elbseite. Nach Süden führt die Lennéstraße. Über die Ost-West-Magistrale des Stadtkerns, die Grunaer Straße, ist der Straßburger Platz mit dem westlich gelegenen Pirnaischen Platz verbunden. Die Magistrale verläuft Richtung Osten als Stübelallee nördlich am Großen Garten entlang.